# أوتي بيرغر
أوتي بيرغر(4 أكتوبر 1898 - 1944/45) هي فنانة نسيج. كانت طالبة ومدرسة في وقت لاحق في مدرسة الباوهاوس.

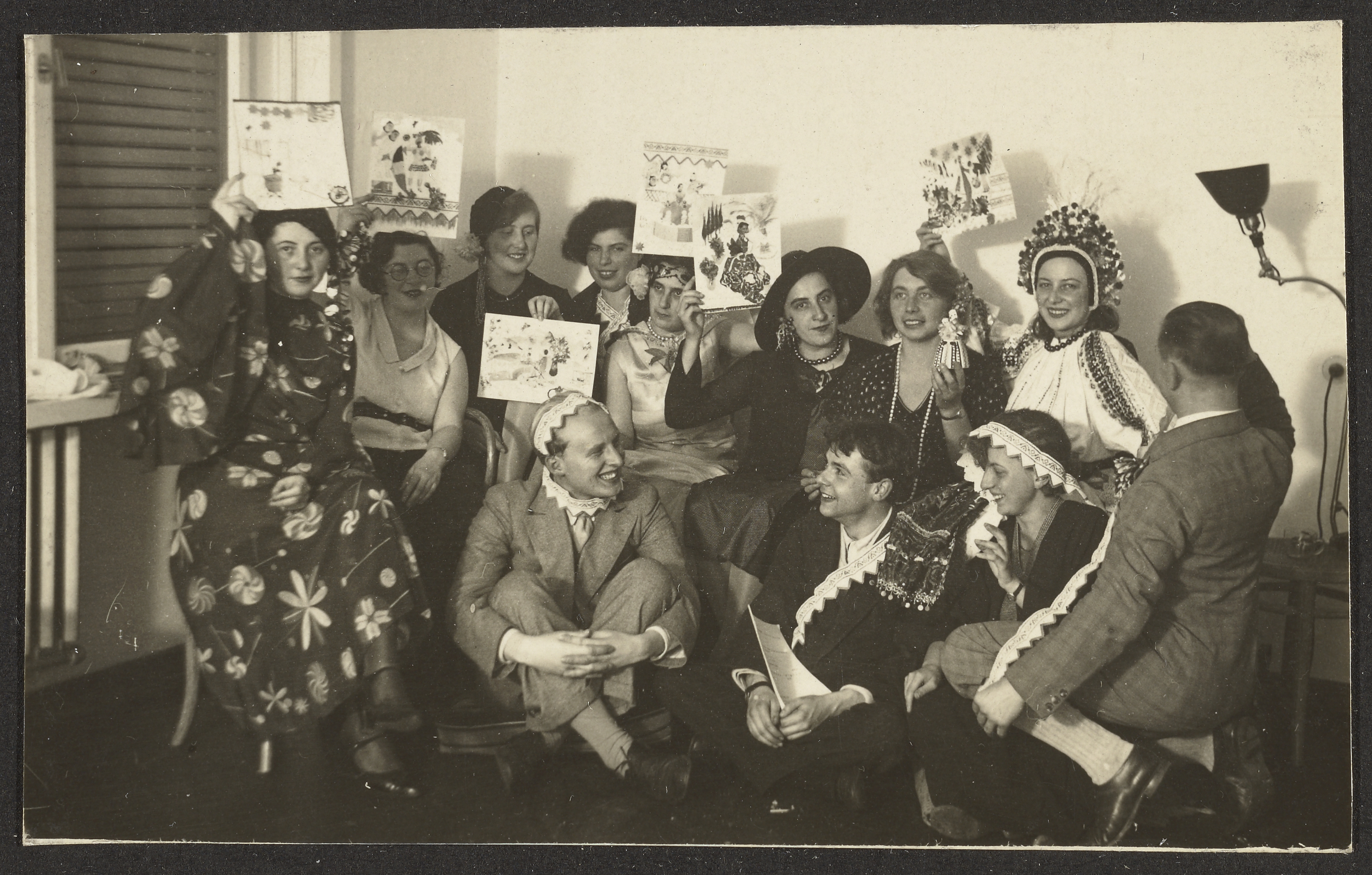
حفلة مع أوتي بيرغر

## المهنة
ولدت بيرغر في زمايفاتش في الإمبراطورية النمساوية المجرية (كرواتيا الحالية).أكملت تعليمها في المدرسة الجامعية للبنات في فيينا قبل التحاقها بالأكاديمية الملكية للفنون والحرف في زغرب، التي أصبحت الآن أكاديمية الفنون الجميلة، جامعة زغرب. واصلت دراستها في زغرب حتى عام 1926 قبل حضور الباوهاوس في ديساو، ألمانيا. هناك درست بيرغر تحت قيادة لازلو موهولي ناجي، بول كلي، واسيلي كاندينسكي وآخرين. تم وصف بيرغر بأنها «واحدة من أكثر الطلاب موهبة في ورشة النسيج في ديساو.»

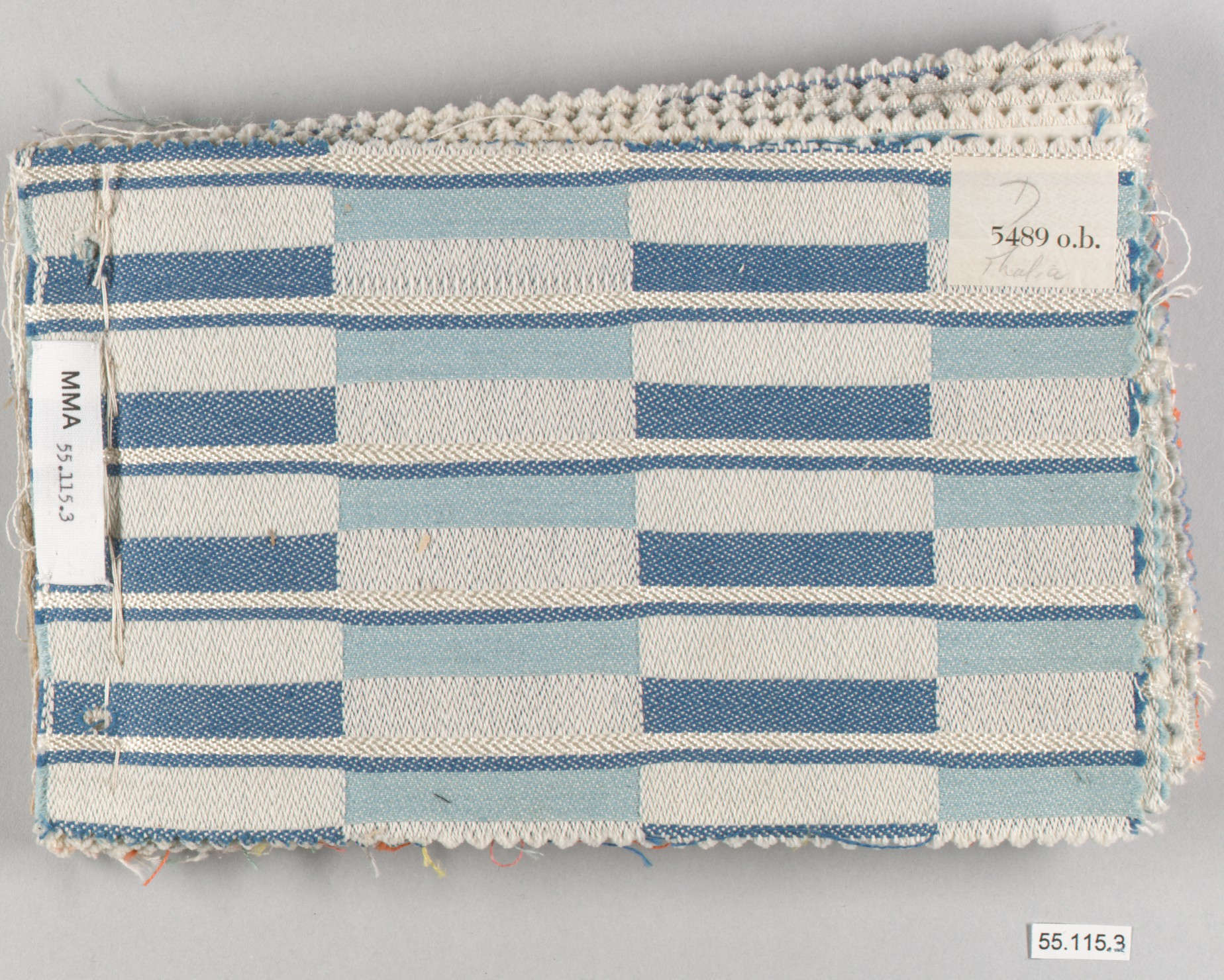
عينة من النسيج صممته أوتي بيرغر

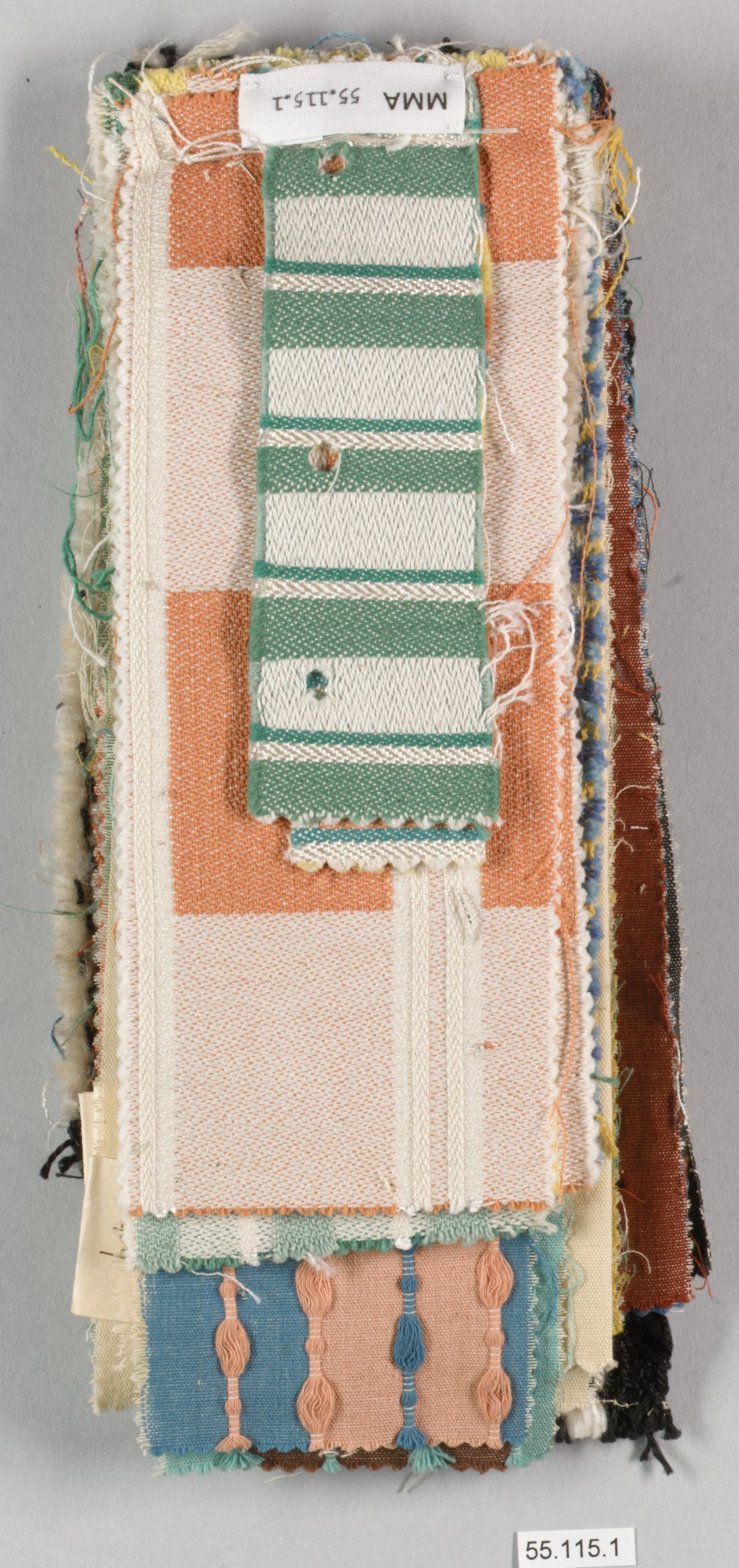
عينة كتاب النسيج المكون من 22 تصميم مختلف من قبل بيرغر باستخدام الأصباغ الاصطناعية والقطن.

كانت كعضو أساسي في النهج التجريبي للمنسوجات في باوهاوس،جربت بيرغر المنهجية والمواد خلال دراستها في باوهاوس لتشمل في نهاية المطاف المنسوجات البلاستيكية المخصصة للإنتاج بالجملة.تقدمت بطلب للحصول على براءة اختراع لتصميماتها النسيجية التي أطلقت عليها "Möbelstoff-Doppelgewebe" في عام 1932 وحصلت عليها في عام 1934. باعت حقوق لشركة شريفر.جنبًا إلى جنب مع آني ألبرز وجونتا Stölzl، صدت بيرغر ضد فهم المنسوجات كحرفة أنثوية وتستخدم الخطابة المستخدمة في التصوير الفوتوغرافي والرسم لوصف عملها.خلال فترة وجودها في ديساو، كتبت أيضًا مقالة عن الأقمشة ومنهجية إنتاج المنسوجات، والتي بقيت مع والتر جروبيوس ولم تنشر مطلقًا.
أصبحت بيرغر نائبًا للمصمم ليلي ريتش في ورشة الغزل والنسيج في باوهاوس. بدأت في إنشاء مناهجها الدراسية الخاصة، وكانت تعمل كمرشدة لطلاب الباوهاوس الأصغر سناً الذين واصلوا أساليب المدرسة، بما في ذلك ويفر ومقرها باريس، اللذان أصبحا ويفر يدوي في جنوب إفريقيا.بعد أن أمضت عامًا في ورش التدريس مع ليلي، فتحت استوديو خاص بها باسم "otti berger atelier für textilien" في عام 1932. واصلت العمل مع عدد من الشركات وطورت وصممت عددًا من الأقمشة. تقدمت بطلب للحصول على براءة اختراع ثلاثة من اختراعاتها وحصلت على براءات اختراع لاثنين من تلك الاختراعات. بيرغر هي المصممة الوحيدة من باوهاوس التي سعت للحصول على براءات اختراع لمنسوجاتها.
لم يُسمح لها بالعمل في ألمانيا تحت الحكم النازي بسبب جذورها اليهودية، أغلقت بيرغر شركتها في عام 1936. هربت إلى لندن، حيث فشلت محاولات الهجرة إلى الولايات المتحدة للعمل مع خطيبها لودفيج هيلبيرسيمير وغيره من أساتذة باوهاوس. كتبت إلى لازلو موهولي ناجي ونوم جابو ووالتر غروبيوس، وغيرهم من الأصدقاء الذين حاولوا الحصول على تأشيرة تدريس في عام 1937 لكنهم لم يكتسبوها قط.لم تتمكن بيرغر من العثور على عمل ثابت في لندن، ويرجع ذلك جزئيًا إلى أنها لم تتحدث اللغة، ولكن أيضًا لأنها كانت تعاني من ضعف السمع، وعدم وجود دائرة اجتماعية. عادت بيرغر إلى زمايفاتش في عام 1938 لمساعدة أسرتها في حالة صحية سيئة لوالدتها.من هناك، تم ترحيلها مع أسرتها إلى معسكر اعتقال أوشفيتز في أبريل 1944، حيث قُتلت.

## روابط خارجية
- Otti Berger entry at the معهد الفن
- Otti Berger entry at باوهاوس Online
- Artwork by Otti Berger at the متحف المتروبوليتان للفنون
- Biography and works at Baunet
- Photograph "Party at Otti Berger's" at the جيتي سنتر
- Otti Berger research and related links on Aviva